# Wilhelm von Willich gen. von Pöllnitz

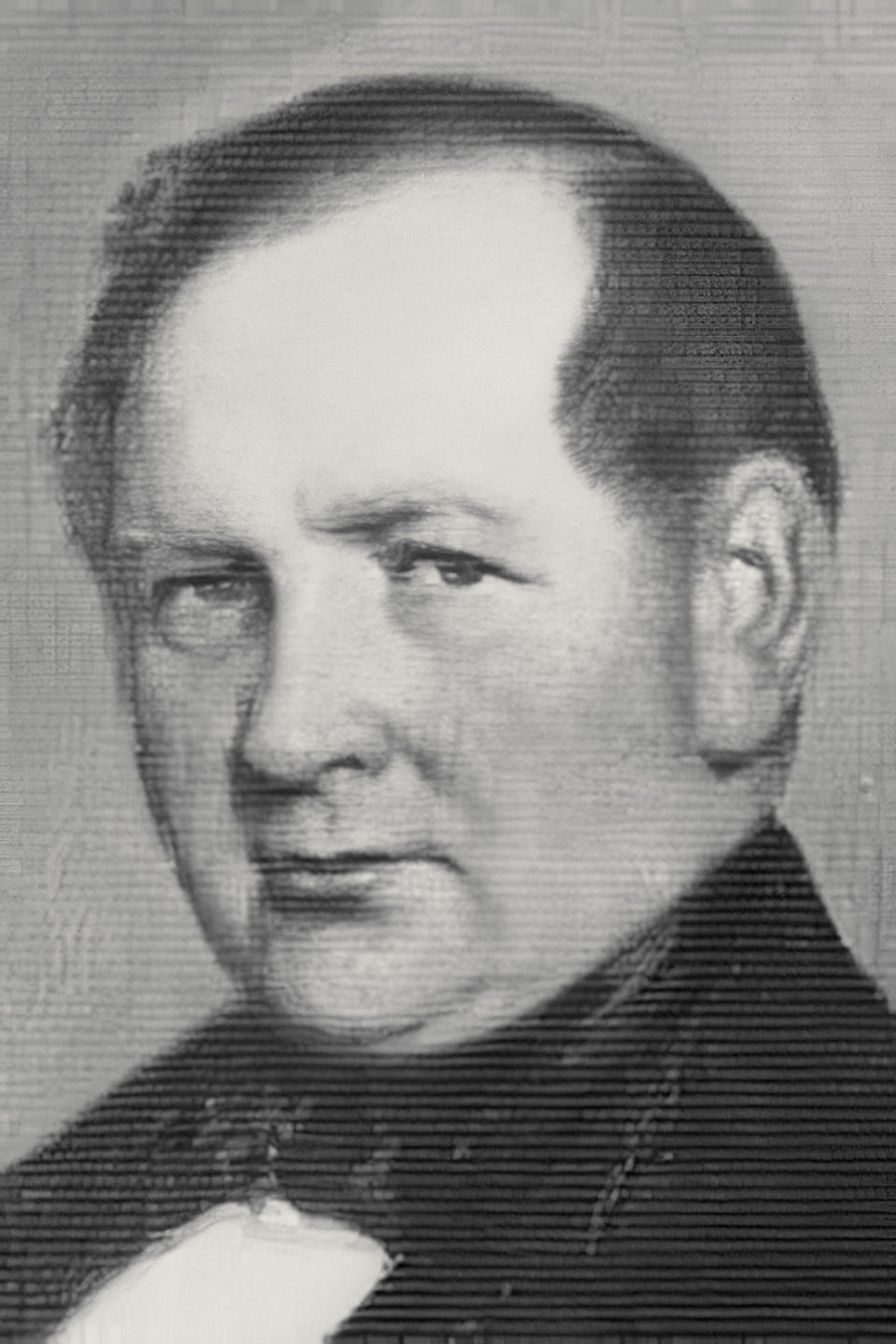
Wilhelm von Willich gen. von Pöllnitz

Wilhelm Christian von Willich gen. von Pöllnitz (* 4. März 1807 in Reinheim; † 14. Februar 1887 in Darmstadt) war ein deutscher Verwaltungsbeamter und Politiker. Als Abgeordneter gehörte er der Zweiten und später der Ersten Kammer der Landstände des Großherzogtums Hessen an.

## Familie
Wilhelm von Willich gen. von Pöllnitz war der Sohn des Hofstallmeisters Justus Martin Willich (1756–1840) und dessen Ehefrau Christine Dorothea Henriette, geborene Freiin von Pöllnitz (1769–1811). Am 6. Februar 1810 wurde die Familie großherzoglich-hessisch nobilitiert. 
 Die Familie war evangelisch.
Wilhelm von Willich gen. von Pöllnitz blieb unverheiratet. Er war der Bruder von Karl von Willich gen. von Pöllnitz (1802–1875), der ebenfalls Landtagsabgeordneter war.

## Karriere
Wilhelm Willich gen. von Pöllnitz studierte ab 1825 Rechtswissenschaft an der Universität Gießen. Er wurde Beamter in der Verwaltung des Großherzogtums Hessen, 1841 Kreissekretär im Kreis Heppenheim, bevor er 1843 in gleicher Funktion in den Kreis Dieburg wechselte. 1847 wurde er Kreisrat des Kreises Worms. In Folge der Revolution von 1848 im Großherzogtum Hessen wurden die Provinzen und Kreise abgeschafft und durch Regierungsbezirke ersetzt. Willich gen. von Pöllnitz wurde 1848 Rat der Regierungskommission des Regierungsbezirks Gießen. Mit der Wiedereinrichtung der Kreise 1852 wurde er Kreisrat des Kreises Offenbach und 1858 übernahm er das gleiche Amt im Kreis Darmstadt. Zum 1. Januar 1861 wurden auch die Provinzen wiederhergestellt. Die Funktion des Direktors der Provinz Starkenburg war mit der des Kreisrates der Provinzhauptstadt Darmstadt in Personalunion verbunden. In dieser Funktion führte Willich gen. von Pöllnitz den Titel eines Provinzialdirektors. 1870 wurde er Präsident der Oberstudiendirektion und blieb bis zur Pensionierung 1874 in diesem Amt. 1873 bis 1874 war er zudem außerordentliches Mitglied des Staatsrats des Großherzogtums Hessen.

## Weitere Engagements
Von 1844 bis 1847 und erneut 1848 bis 1849 gehörte Wilhelm Willich gen. von Pöllnitz der Zweiten Kammer der Landstände im 10. Und 11. Landtag an. Er wurde für den grundherrlichen Adel gewählt.
Von 1871 bis 1875 war er Vizepräsident des Vereins zur Unterstützung und Beaufsichtigung entlassener Strafgefangener.
1874 wurde er vom Großherzog zum Mitglied auf Lebenszeit der Ersten Kammer der Landstände ernannt, der er vom 21. Bis zum 24. Landtag angehörte. 1884 verzichtete er auf das Mandat.

## Ehrungen
- 1872 Geheimrat[6]